# 와일드 영
《와일드 영》(Ondskan)은 2003년 공개된 스웨덴의 영화이다.
이 영화는 제76회 아카데미 시상식에서 아카데미 최우수 외국어영화상 후보에 올랐다. 최우수 영화를 포함해 3개의 스웨덴 굴드바게상(Swedish Guldbagge Award)을 수상했다.

## 줄거리
1958년 스톡홀름, 15세 소년 에리크 폰티는 폭력적인 계부에게 매일 구타당하고, 어머니는 두려움에 떨며 피아노를 연주해 그 소음을 덮으려 한다. 학교에서 폭력적인 행동으로 퇴학당한 에리크는 어머니가 가보를 팔아 마련한 돈으로 고급 기숙 학교인 스옘스베리에 보내진다.
새로운 시작을 기대하며 폭력성을 억누르려 노력하지만, 그 학교는 6학년 학생들로 구성된 학생회가 사디즘적인 권력을 행사하며 불복종하는 학생들에게 폭력과 심리적 학대를 가하는 곳이었다. 교직원들은 이를 묵인하고 학생들 스스로를 통제하도록 방치한다. 에리크는 학생회 멤버 실베르히엘름과 달렌에게 맞서다 괴롭힘의 대상이 되고, 모욕적인 요구를 거부하며 고통을 감내한다. 룸메이트인 피에르는 괴롭힘을 피하기 위해 눈에 띄지 않으려 애쓰고, 에리크는 그에게서 위안을 얻는다.
주말 학교 식당에서 에리크는 핀란드 출신 직원 마리아를 만나 사랑에 빠진다. 마리아는 에리크의 강인함에 감탄한다. 한편, 수영팀에 합류한 에리크는 학교 챔피언을 꺾어야 하는 딜레마에 놓인다. 코치는 결과를 알면서도 에리크에게 명예를 지키라고 격려하고, 에리크는 결국 승리해 기록을 세우지만 질투하는 학생들의 야유를 받는다.
크리스마스 휴가 중 에리크는 또 다시 계부에게 폭행당하고, 학교로 돌아온 그는 학생회의 다음 타깃이 된 피에르를 보호하려 수영팀을 그만둔다. 하지만, 그럴수록 피에르는 더 괴롭힘을 당한다. 결국, 에리크는 피에르 대신 벌을 받기로 자처하고, 다음 날 피에르는 학생회에 맞서 싸우며 굴복하지 않는다. 에리크는 하교길에 매복을 당해 심한 고문을 받고, 마리아의 도움으로 목숨을 건진다. 다음날 아침, 피에르는 학교를 떠나고 에리크는 복수심에 불타 달렌과 폰 셴켄을 손쉽게 제압한다. 마리아는 해고되어 핀란드로 돌아간 사실을 알게 된 에리크는 학생회에게서 빼앗은 마리아의 편지를 학교장이 발견하며 학교에서 쫓겨난다. 그는 실베르히엘름을 찾아 복수를 다짐하지만, 마지막 순간 폭력적인 충동을 억누른다.
에리크는 변호사인 가족 친구 에켄그렌의 도움으로 학교로 돌아오고, 에켄그렌은 학교의 과실을 폭로하여 에리크는 복학하여 평화롭게 학기를 마친다. 집으로 돌아온 에리크는 계부가 어머니를 폭행한 것을 보고, 계부에게 맞서 싸우며 폭력을 끝낼 것을 선언한다. 마침내 계부가 사라지자, 에리크는 제네바로 떠나는 피에르와 화해하고 마리아에게 연락하여 가정을 꾸리고 변호사가 되는 꿈을 꾸며 미래를 다짐한다.

## 배역
- 안드레아스 윌슨 - 에리크 폰티
- 헨리크 룬드스트룀
- 구스타프 스카르스고르드Andreas Wilson - Erik PontiHenrik Lundström - Pierre TanguyGustaf Skarsgård - Otto SilverhjelmLinda Zilliacus - MarjaJesper Salén - Gustaf DahlénFilip Berg - JohanPeter Eggers - Karl von RosenSanna Mari Patjas - StinaJohan Rabaeus - Eriks styvfarMarie Richardson - Eriks morMagnus Roosmann - Tosse Berg, idrottslärareUlf Friberg - Tranströmer, lärareLennart Hjulström - rektor på StjärnsbergMats Bergman - Melander, historielärareKjell Bergqvist - advokat EkengrenBjörn Granath - RektorFredrik af Trampe - von SchenkenPetter Darin - von SethChristian Hollbrink - Dinkelspiel